# Горња Ломница
Горња Ломница је насеље у Србији у општини Власотинце у Јабланичком округу. Према попису из 2022. било је 33 становника.

## Географија
Село се налази са десне стране пута из Власотинца за Средор, у побрђу планинског дела са обраслом храстовом шумом према селу Црна Бара. Некада се Горња Ломница звала Мала Ломница, а Доња Ломница је била (Већа) Ломница.

## Прошлост
Помиње се 1879. године као "Ломница" у Власотиначком срезу. У њему је 31 кућа са 226 душа, од којих нема писмених, а број пореских глава износи 48.

## Геолошка налазишта
У селу постоје налазишта из прошлости. Тако је код садашњег гробља била црква од печене танке цигле, а и данас се познаје то место. Изнад њега има камена са знацима. Овде су били латињани-римљани, па се тако изнад гробља налази насеље латињана. То налазиште се зове Подрумина. А место је добило име по подрумима. Данас је старо гробље са црквом урасло у шуму, а место се зове Гола Чука.

## Демографија
У насељу Горња Ломница живи 60 пунолетних становника, а просечна старост становништва износи 48,0 година (45,7 код мушкараца и 50,5 код жена). У насељу има 27 домаћинстава, а просечан број чланова по домаћинству је 2,44.
Ово насеље је у потпуности насељено Србима (према попису из 2002. године).
|  |

| Демографија | Демографија | Демографија |
| Година      | Становника  | Становника  |
| ----------- | ----------- | ----------- |
| 1948.       | 254         |             |
| 1953.       | 255         |             |
| 1961.       | 273         |             |
| 1971.       | 171         |             |
| 1981.       | 120         |             |
| 1991.       | 84          | 84          |
| 2002.       | 66          | 66          |
| 2011.       | 46          |             |
| 2022.       | 33          |             |

| Етнички састав према попису из 2002.‍ | Етнички састав према попису из 2002.‍ | Етнички састав према попису из 2002.‍ | Етнички састав према попису из 2002.‍ | Етнички састав према попису из 2002.‍ |
| ------------------------------------ | ------------------------------------ | ------------------------------------ | ------------------------------------ | ------------------------------------ |
|                                      |                                      |                                      |                                      |                                      |
| Срби                                 | Срби                                 |                                      | 66                                   | 100,0%                               |

| Година пописа     | 1948. | 1953. | 1961. | 1971. | 1981. | 1991. | 2002. |
| ----------------- | ----- | ----- | ----- | ----- | ----- | ----- | ----- |
| Број домаћинстава | 38    | 39    | 44    | 35    | 28    | 27    | 27    |

| Број чланова      | 1 | 2  | 3 | 4 | 5 | 6 | 7 | 8 | 9 | 10 и више | Просек |
| ----------------- | - | -- | - | - | - | - | - | - | - | --------- | ------ |
| Број домаћинстава | 5 | 11 | 5 | 6 | 0 | 0 | 0 | 0 | 0 | 0         | 2,44   |

| Пол    | Укупно | Неожењен/Неудата | Ожењен/Удата | Удовац/Удовица | Разведен/Разведена | Непознато |
| ------ | ------ | ---------------- | ------------ | -------------- | ------------------ | --------- |
| Мушки  | 31     | 6                | 22           | 3              | 0                  | 0         |
| Женски | 29     | 0                | 21           | 7              | 1                  | 0         |
| УКУПНО | 60     | 6                | 43           | 10             | 1                  | 0         |

| Пол    | Укупно                    | Пољопривреда, лов и шумарство | Рибарство                            | Вађење руде и камена | Прерађивачка индустрија       |
| ------ | ------------------------- | ----------------------------- | ------------------------------------ | -------------------- | ----------------------------- |
| Мушки  | 28                        | 27                            | 0                                    | 0                    | 0                             |
| Женски | 20                        | 19                            | 0                                    | 0                    | 1                             |
| УКУПНО | 48                        | 46                            | 0                                    | 0                    | 1                             |
| Пол    | Производња и снабдевање   | Грађевинарство                | Трговина                             | Хотели и ресторани   | Саобраћај, складиштење и везе |
| Мушки  | 0                         | 0                             | 0                                    | 0                    | 0                             |
| Женски | 0                         | 0                             | 0                                    | 0                    | 0                             |
| УКУПНО | 0                         | 0                             | 0                                    | 0                    | 0                             |
| Пол    | Финансијско посредовање   | Некретнине                    | Државна управа и одбрана             | Образовање           | Здравствени и социјални рад   |
| Мушки  | 0                         | 0                             | 1                                    | 0                    | 0                             |
| Женски | 0                         | 0                             | 0                                    | 0                    | 0                             |
| УКУПНО | 0                         | 0                             | 1                                    | 0                    | 0                             |
| Пол    | Остале услужне активности | Приватна домаћинства          | Екстериторијалне организације и тела | Непознато            | Непознато                     |
| Мушки  | 0                         | 0                             | 0                                    | 0                    | 0                             |
| Женски | 0                         | 0                             | 0                                    | 0                    | 0                             |
| УКУПНО | 0                         | 0                             | 0                                    | 0                    | 0                             |

### Становништво
Насељено је из села Горње Гаре и Горњег Ораха, па су и старе фамилије добиле назив: Орашанци и Гарци. Тако старе фамилије су:
Орашанци Анђелковићи и Стаменковићи који су имали 7 кућа. У селу данас има око 30 кућа због миграције у Власотинце. Од фамилије Анђелковић потичу: Ђорђевићи (10 кућа), Станојевић (6 кућа), Петковићи (3 куће). Остала домаћинства чине Анђелковићи. Постоји и још једна фамилија Анђелковић са стране.
Село је остало без младих људи, па данас у селу живе само старија домаћинства и пензионери.
У селу је некада био развијен пинтерски занат и они су ишли у печалбу у Бугарску, а било је печалбара и циглара. Становници су се махом бавили сточарством, па и данас постоје у брдима овог планинског села колибе у правцу према планинском селу Црна бара. Према казивању 70-годишњака Велимира Анђелковића, свако домаћинство је имало најмање 50 оваца, а највише се чувало по 200 оваца и по 100 коза. У село је постојала поткивачка радња. Некада су у селу били познати музиканти-трубачи у фамилији Стаменковић, који су свирали по сеоским свадбама у околним селима.
У селу се славе Митровдан зимски и Свети Сава.

## Образовање
Четворогодишња школа је у селу саграђена 1957. године и престала са радом 1987. године, јер је миграција становништва допринела томе да нема ђака.